# Der arme Teufel
Der arme Teufel („Biedny Diabeł”) – niemiecko-amerykańskie czasopismo anarchistyczne, wydawane w języku niemieckim w Detroit w stanie Michigan w latach 1884–1900. Przez większość swojego istnienia redaktorem czasopisma był Robert Reitzel, od 1884, aż do jego śmierci w 1898.

## Historia
Dwa pierwsze numery dotyczyły głównie ruchu wolnomyślicielstwa i składały się głównie z artykułów na temat krytyki religii. W numerze 583 (1 lutego 1886) redaktor Robert Reitzel oświadczył, że Der arme Teufel jest odtąd publikacją anarchistyczną. Według Maxa Nettlaua magazyn ten był „skarbem szczerych i wolnościowych i buntowniczych uczuć oraz myśli, nowatorskiej krytyki społecznej i rozszarpującej władzę we wszystkich jej formach, otwartej, jak i ukrytej”. Wiele artykułów było zapożyczonych z czasopism: Gesellschaft (Towarzystwo), Zeit (Czas), Die Zukunft (Przyszłość), Magazin für Literatur oraz czasopisma satyrycznego Simplicissimus. Zgodnie z ówczesnymi przepisami prawa numery 86, 88, 93, 100, 104 i 107 zostały zakazane. Preferowano artykuły z zakresu polityki oraz literatury.
Po śmierci Reitzela w 1898, jego przyjaciel Martin Drescher kontynuował przez dwa lata wydawanie Der arme Teufel, a następnie prowadził czasopisma Wolfsaugen, ein Blatt für freie Geister (Oczy wilka: Pismo dla wolnych duchów) w 1900, oraz Der Zigeuner (Cygan), wydawane w Chicago około 1902.

## Wybrani autorzy i redakcja
- Karl Henckell
- John Henry Mackay
- Christian Wagner
- Lew Tołstoj
- Adolf Ehrenberg
- Franz Held
- Edward Fern
- Georg Herwegh